# Team Sjælland
Team Sjælland er navnet på et tidligere basketball-hold, der spillede i Basketligaen. Holdet var en overbygning af primært Holbæk Basketballklub, og havde således hjemmebane i Bjergmarkshallen i Holbæk. Holdets bedste placering var i sæsonen 2003/2004, hvor holdet anført af landsholdsspilleren Peter Johansen vandt bronzekampen over SISU.
| Basketball | Spire Denne artikel om basketball er en spire som bør udbygges. Du er velkommen til at hjælpe Wikipedia ved at udvide den. |